# Asian Le Mans Series 2013
Navigation
Édition précédente Édition suivante
La saison 2013 des Asian Le Mans Series est la deuxième saison de ce championnat et se déroule du 28 avril au 8 décembre 2013 sur un total de quatre manches.

## Repères de débuts de saison
Pour son retour, le championnat autorise les voitures de GT 300 à participer au championnat dans la catégorie GTC.
Catégories :
- LMP2
- LMPC
- LMGTE
- GTC (GT3, GT300-JAF)

## Engagés
| Équipe                  | Voiture                      | No. | Pilote                 | Cat.  | Manches |
| ----------------------- | ---------------------------- | --- | ---------------------- | ----- | ------- |
| KCMG                    | Morgan LMP2 Nissan           | 18  | Akash Nandy            | LMP2  | 1       |
| KCMG                    | Morgan LMP2 Nissan           | 18  | Gary Thompson          | LMP2  | 1       |
| KCMG                    | Morgan LMP2 Nissan           | 18  | James Winslow          | LMP2  | 1       |
| OAK Racing              | Morgan LMP2 Judd             | 24  | David Cheng            | LMP2  | 1       |
| OAK Racing              | Morgan LMP2 Judd             | 24  | Jeffrey Lee            | LMP2  | 1       |
| OAK Racing              | Morgan LMP2 Judd             | 24  | Ho-Pin Tung            | LMP2  | 1       |
| Team Taisan Ken Endless | Porsche 996 GT3-RS           | 26  | Kyosuke Mineo          | GTC   | 1       |
| Team Taisan Ken Endless | Porsche 996 GT3-RS           | 26  | Yukinori Taniguchi     | GTC   | 1       |
| Team Taisan Ken Endless | Ferrari 458 Italia GT2       | 70  | Kamui Kobayashi        | LMGTE | 1       |
| Team Taisan Ken Endless | Ferrari 458 Italia GT2       | 70  | Naoki Yokomizo         | LMGTE | 1       |
| BBT Racing              | Lamborghini Gallardo GT3     | 37  | Anthony Liu            | GTC   | 1       |
| BBT Racing              | Lamborghini Gallardo GT3     | 37  | Davide Rizzo           | GTC   | 1       |
| BBT Racing              | Lamborghini Gallardo GT3     | 37  | Massimilliano Wiser    | GTC   | 1       |
| AF Corse                | Ferrari 458 Italia GT3       | 77  | Andrea Bertolini       | GTC   | 1       |
| AF Corse                | Ferrari 458 Italia GT3       | 77  | Michele Rugolo         | GTC   | 1       |
| AF Corse                | Ferrari 458 Italia GT3       | 77  | Steve Wyatt            | GTC   | 1       |
| Team AAI Rstrada        | McLaren MP4-12C GT3          | 91  | Chen Jun San           | GTC   | 1       |
| Team AAI Rstrada        | McLaren MP4-12C GT3          | 91  | Akira Iida             | GTC   | 1       |
| Team AAI Rstrada        | McLaren MP4-12C GT3          | 92  | Akihiro Asai           | GTC   | 1       |
| Team AAI Rstrada        | McLaren MP4-12C GT3          | 92  | Morris Chen            | GTC   | 1       |
| Team AAI Rstrada        | McLaren MP4-12C GT3          | 92  | Somchai Saksirivatekul | GTC   | 1       |
| Craft Racing            | Aston Martin V12 Vantage GT3 | 007 | Stefan Mücke           | GTC   | 1       |
| Craft Racing            | Aston Martin V12 Vantage GT3 | 007 | Keita Sawa             | GTC   | 1       |
| Craft Racing            | Aston Martin V12 Vantage GT3 | 007 | Frank Yu               | GTC   | 1       |

| Icône | Catégorie                   |
| ----- | --------------------------- |
| LMP2  | Le Mans Prototype 2         |
| LMPC  | Le Mans Prototype Challenge |
| LMGTE | Le Mans GT Endurance        |
| GTC   | GT Challenge                |

## Calendrier
| N° | Date         | Événement          | Circuit                         | Lieu   | Pays         |
| -- | ------------ | ------------------ | ------------------------------- | ------ | ------------ |
| 1  | 4 août       | 3 Heures de Inje   | Circuit Autopia                 | Inje   | Corée du Sud |
| 2  | 22 septembre | 3 Heures de Fuji   | Fuji Speedway                   | Oyama  | Japon        |
| 3  | 13 octobre   | 3 Heures de Zhuhai | Circuit international de Zhuhai | Zhuhai | Chine        |
| 4  | 8 décembre   | 3 Heures de Sepang | Circuit international de Sepang | Sepang | Malaisie     |

## Résultats
Les vainqueurs du classement général de chaque manche sont inscrits en caractères gras.
| N° | Événement                      | Équipe victorieuse LMP2                       | Équipe victorieuse GTE                    | Équipe victorieuse GTC                      |
| N° | Événement                      | Pilotes victorieux LMP2                       | Pilotes victorieux GTE                    | Pilotes victorieux GTC                      |
| -- | ------------------------------ | --------------------------------------------- | ----------------------------------------- | ------------------------------------------- |
| 1  | 3 Heures de Inje (résultats)   | KCMG                                          | Team Taisan Ken Endless                   | AF Corse                                    |
| 1  | 3 Heures de Inje (résultats)   | Akash Nandy Gary Thompson James Winslow       | Kamui Kobayashi Naoki Yokomizo            | Andrea Bertolini Michele Rugolo Steve Wyatt |
| 2  | 3 Heures de Fuji               | KCMG                                          | Team Taisan Ken Endless                   | Craft Racing                                |
| 2  | 3 Heures de Fuji               | Richard Bradley Hiroshi Koizumi James Winslow | Akira Iida Shogo Mitsuyama Shinji Nakano  | Richard Lyons Frank Yu                      |
| 3  | 3 Heures de Zhuhai (résultats) | OAK Racing                                    | Team Taisan Ken Endless                   | AF Corse                                    |
| 3  | 3 Heures de Zhuhai (résultats) | Ho-Pin Tung David Cheng Shaun Tong            | Akira Iida Shogo Mitsuyama Naoki Yokomizo | Andrea Bertolini Michele Rugolo Steve Wyatt |
| 4  | 3 Heures de Sepang             | OAK Racing                                    | Team Taisan Ken Endless                   | Clearwater Racing                           |
| 4  | 3 Heures de Sepang             | Ho-Pin Tung David Cheng                       | Akira Iida Shogo Mitsuyama Naoki Yokomizo | Weng Sun Mok Toni Vilander                  |

## Classements

### Attribution des points
| 25 | 18 | 15 | 12 | 10 | 8 | 6 | 4 | 2 | 1 | 1 |

### Championnat des équipes

#### LMP2
| Pos | Équipe       | Châssis     | Moteur                 | INJ | FUJ | ZHU | SEP | Total |
| --- | ------------ | ----------- | ---------------------- | --- | --- | --- | --- | ----- |
| 1   | OAK Racing   | Morgan LMP2 | Judd HK 3.6 L V8       | 19  | 19  | 26  | 25  | 89    |
| 2   | KCMG         | Morgan LMP2 | Nissan VK45DE 4.5 L V8 | 25  | 25  |     | 19  | 87    |
| 2   | KCMG         | Oreca 03    | Nissan VK45DE 4.5 L V8 |     |     | 18  |     | 87    |
| 3   | Craft Racing | Oreca 03    | Nissan VK45DE 4.5 L V8 |     |     |     | 15  | 15    |

#### GTE
| Pos | Équipe                  | Châssis                   | Moteur                | INJ | FUJ | ZHU | SEP | Total |
| --- | ----------------------- | ------------------------- | --------------------- | --- | --- | --- | --- | ----- |
| 1   | Team Taisan Ken Endless | Ferrari 458 Italia GT2    | Ferrari F142 4.5 L V8 | 26  | 26  | 26  | 26  | 104   |
| 2   | Team AAI Rstrada        | Porsche 911 GT3 RSR (997) | Porsche 4.0 L Flat-6  |     |     |     | 18  | 18    |

#### GTC
| Pos | Équipe                   | Châssis                      | Moteur                 | INJ | FUJ | ZHU | SEP | Total |
| --- | ------------------------ | ---------------------------- | ---------------------- | --- | --- | --- | --- | ----- |
| 1   | AF Corse                 | Ferrari 458 Italia GT3       | Ferrari F142 4.5 L V8  | 25  | 18  | 26  | 18  | 87    |
| 2   | #007 Craft Racing        | Aston Martin V12 Vantage GT3 | Aston Martin 6.0 L V12 | 1   | 26  |     | 15  | 57    |
| 2   | #007 Craft Racing        | Ford GT GT3                  | Ford 5.0 L V8          |     |     | 15  |     | 57    |
| 3   | #91 Team AAI Rstrada     | McLaren MP4-12C GT3          | McLaren 3.8L V8        | 12  | 10  | 18  |     | 48    |
| 3   | #91 Team AAI Rstrada     | BMW Z4 GT3                   | BMW 4.4 L V8           |     |     |     | 8   | 48    |
| 4   | BBT Racing               | Lamborghini Gallardo GT3     | Lamborghini 5.2L V10   | 15  | 0   | 12  | 12  | 39    |
| 5   | Team Taisan Ken Endless  | Porsche 996 GT3-RS           | Porsche 3.6 L Flat-6   | 18  | 12  |     |     | 30    |
| 6   | Clearwater Racing        | Ferrari 458 Italia GT3       | Ferrari F142 4.5 L V8  |     |     |     | 26  | 26    |
| 7   | Pacific Direction Racing | Porsche 996 GT3-RS           | Porsche 4.0 L Flat-6   |     | 15  |     |     | 15    |
| 8   | #92 Team AAI Rstrada     | McLaren MP4-12C GT3          | McLaren 3.8L V8        | 0   | 0   | 10  |     | 10    |
| 9   | #009 Craft Racing        | Aston Martin V12 Vantage GT3 | Aston Martin 6.0 L V12 |     |     |     | 10  | 10    |

### Championnat des pilotes

#### LMP2
| Pos | Pilote          | Équipe       | INJ | FUJ | ZHU | SEP | Total |
| --- | --------------- | ------------ | --- | --- | --- | --- | ----- |
| 1   | David Cheng     | OAK Racing   | 19  | 19  | 26  | 25  | 89    |
| 2   | James Winslow   | KCMG         | 25  | 25  | 18  | 19  | 87    |
| 3   | Ho-Pin Tung     | OAK Racing   | 19  |     | 26  | 25  | 70    |
| 4   | Gary Thompson   | KCMG         | 25  |     | 18  |     | 43    |
| 5   | Richard Bradley | KCMG         |     | 25  |     |     | 40    |
| 5   | Richard Bradley | Craft Racing |     |     |     | 15  | 40    |
| 6   | Jeffrey Lee     | OAK Racing   | 19  | 19  |     |     | 38    |
| 7   | Shaun Thong     | OAK Racing   |     |     | 26  |     | 26    |
| 8   | Akash Nandy     | KCMG         | 25  |     |     |     | 25    |
| 8   | Hiroshi Koizumi | KCMG         |     | 25  |     |     | 25    |
| 9   | Cong Fu Cheng   | OAK Racing   |     | 19  |     |     | 19    |
| 9   | Tsugio Matsuda  | KCMG         |     |     |     | 19  | 19    |
| 10  | Jordan Oon      | KCMG         |     |     | 18  |     | 18    |
| 11  | Jun Jin Pu      | Craft Racing |     |     |     | 15  | 15    |
| 11  | Dan Polley      | Craft Racing |     |     |     | 15  | 15    |

#### GTE
| Pos | Pilote           | Équipe                  | INJ | FUJ | ZHU | SEP | Total |
| --- | ---------------- | ----------------------- | --- | --- | --- | --- | ----- |
| 1   | Naoki Yokomizo   | Team Taisan Ken Endless | 26  |     | 26  | 26  | 78    |
| 1   | Akira Iida       | Team Taisan Ken Endless |     | 26  | 26  | 26  | 78    |
| 1   | Shogo Mitsuyama  | Team Taisan Ken Endless |     | 26  | 26  | 26  | 78    |
| 2   | Kamui Kobayashi  | Team Taisan Ken Endless | 26  |     |     |     | 26    |
| 2   | Shinji Nakano    | Team Taisan Ken Endless |     | 26  |     |     | 26    |
| 3   | Morris Chen      | Team AAI Rstrada        |     |     |     | 18  | 18    |
| 3   | Ryohei Sakaguchi | Team AAI Rstrada        |     |     |     | 18  | 18    |
| 3   | Marco Seefried   | Team AAI Rstrada        |     |     |     | 18  | 18    |

#### GTC
| Pos | Pilote                 | Équipe                   | INJ | FUJ | ZHU | SEP | Total |
| --- | ---------------------- | ------------------------ | --- | --- | --- | --- | ----- |
| 1   | Andrea Bertolini       | AF Corse                 | 25  | 18  | 26  | 18  | 87    |
| 1   | Michele Rugolo         | AF Corse                 | 25  | 18  | 26  | 18  | 87    |
| 1   | Steve Wyatt            | AF Corse                 | 25  | 18  | 26  | 18  | 87    |
| 2   | Frank Yu               | Craft Racing             | 1   | 26  | 15  | 10  | 52    |
| 3   | Jun San Chen           | Team AAI Rstrada         | 12  | 10  | 18  | 8   | 48    |
| 4   | Anthony Liu            | BBT Racing               | 15  | 0   | 12  | 12  | 39    |
| 4   | Davide Rizzo           | BBT Racing               | 15  | 0   | 12  | 12  | 39    |
| 5   | Tatsuya Tanigawa       | Team AAI Rstrada         |     | 10  | 18  | 8   | 36    |
| 6   | Keita Sawa             | Craft Racing             | 1   |     | 15  | 15  | 31    |
| 7   | Massimilliano Wiser    | BBT Racing               | 15  | 0   | 12  |     | 27    |
| 8   | Richard Lyons          | Craft Racing             |     | 26  |     |     | 26    |
| 8   | Takeshi Tsuchiya       | Team AAI Rstrada         |     |     | 18  | 8   | 26    |
| 8   | Weng Sun Mok           | Clearwater Racing        |     |     |     | 26  | 26    |
| 8   | Toni Vilander          | Clearwater Racing        |     |     |     | 26  | 26    |
| 9   | Darryl O'Young         | Craft Racing             |     |     | 15  | 10  | 25    |
| 10  | Marco Seefried         | Team AAI Rstrada         |     | 10  | 10  |     | 20    |
| 11  | Kyosuke Mineo          | Team Taisan Ken Endless  | 18  |     |     |     | 18    |
| 11  | Yukinori Taniguchi     | Team Taisan Ken Endless  | 18  |     |     |     | 18    |
| 12  | Stefan Mücke           | Craft Racing             | 1   |     |     | 15  | 16    |
| 13  | Akira Mizutani         | Pacific Direction Racing |     | 15  |     |     | 15    |
| 13  | Yuya Sakamoto          | Pacific Direction Racing |     | 15  |     |     | 15    |
| 13  | You Yokomaku           | Pacific Direction Racing |     | 15  |     |     | 15    |
| 14  | Akihiro Asai           | Team AAI Rstrada         | 0   |     |     |     | 12    |
| 14  | Akihiro Asai           | Team Taisan Ken Endless  |     | 12  |     |     | 12    |
| 14  | Naoya Gamou            | Team Taisan Ken Endless  |     | 12  |     |     | 12    |
| 14  | Akira Iida             | Team AAI Rstrada         | 12  |     |     |     | 12    |
| 14  | Fabio Babini           | BBT Racing               |     |     |     | 12  | 12    |
| 15  | Morris Chen            | Team AAI Rstrada         | 0   | 0   | 10  |     | 10    |
| 15  | Yasushi Kikuchi        | Team AAI Rstrada         |     | 0   | 10  |     | 10    |
| 15  | Tomonobu Fujii         | Craft Racing             |     |     |     | 10  | 10    |
|     | Somchai Saksirivatekul | Team AAI Rstrada         | 0   |     |     |     | 0     |